# Borzęcin Duży
Borzęcin Duży is een plaats in het Poolse district  Warszawski zachodni, woiwodschap Mazovië. De plaats maakt deel uit van de gemeente Stare Babice en telt 863 inwoners.